# پاسکال دوساپن
پاسکال دوساپن (به فرانسوی: Pascal Dusapin؛ زادهٔ ۲۹ می ۱۹۵۵) یک آهنگساز فرانسوی است. موسیقی او با ریزپرده، تنش و انرژی شناخته می‌شود.

## فعالیت هنری
دوساپن در ابتدا نوازندهٔ ارگ بود. ولی هیچ‌وقت آن را به عنوان یک حرفه در نظر نگرفت. او خیلی زود علاقه‌مند به آهنگسازی شد و ابتدا آهنگسازی را به صورت خودآموز آغاز کرد و سپس شاگرد یانیز زناکیس، فرانکو دوناتونی شد. او دانش‌اموختهٔ دانشگاه پانتئون-سوربن و دانشگاه پاریس ۸ است. ملودی‌های او کیفیتی آوازی دارند.